# Roman Ciesielski (profesor)
Roman Antoni Ciesielski (ur. 4 listopada 1924 w Krakowie, zm. 9 czerwca 2004 we Wrocławiu) – polski inżynier budownictwa, profesor Politechniki Krakowskiej, w latach 1981–1982 rektor tej uczelni, senator I kadencji, koszykarz Cracovii. Brat Jerzego.

## Życiorys
W okresie II wojny światowej był żołnierzem Armii Krajowej (oddziału partyzanckiego „Żelbet”).
W latach 1946–1953 grał jako koszykarz Cracovii, reprezentował także Polskę w tej dyscyplinie. Pełnił funkcję kapitana krakowskiej drużyny w meczu półfinału Pucharu Polski w 1952 z Wisłą Kraków (działającą wtedy pod nazwą Gwardia Kraków), którego wynik został zmieniony już po zakończeniu spotkania na niekorzyść Cracovii w wyniku interwencji funkcjonariuszy komunistycznej bezpieki. Był także piłkarzem ręcznym Cracovii, w barwach której rozegrał ponad 100 spotkań.
Po wojnie zdał maturę, następnie w 1948 ukończył studia na Wydziale Inżynierii Lądowej i Wodnej Akademii Górniczej w Krakowie. W 1947 został zatrudniony w Katedrze Statyki i Wytrzymałości Materiałów na Politechnice Krakowskiej. Na tej uczelni uzyskał następnie stopnie naukowe doktora (1958) i doktora habilitowanego (1961). W 1963 otrzymał tytuł profesorski, od 1975 był profesorem zwyczajnym. Od 1971 był członkiem korespondentem Polskiej Akademii Nauk, od 1983 członkiem rzeczywistym PAN. W latach 1987–1998 wchodził w skład prezydium PAN, a od 1989 był członkiem PAU.
Na Politechnice Krakowskiej był m.in. prodziekanem (1955–1958), prorektorem (1972–1975) i rektorem (1981–1982). Z tej ostatniej funkcji został usunięty po wprowadzeniu stanu wojennego. Od 1982 do 1985 zajmował stanowisko przewodniczącego Rady Głównej Szkolnictwa Wyższego. Był autorem kilkuset publikacji naukowych. Wchodził w skład Rady Naukowo-Konsultacyjnej przy Zarządzie Metra Warszawskiego.
W latach 1989–1991 sprawował mandat senatora I kadencji z województwa krakowskiego, z ramienia Komitetu Obywatelskiego. Zasiadał w Obywatelskim Klubie Parlamentarnym.
Pochowany na cmentarzu Rakowickim (kwatera CD/zach./10).

## Publikacje
- Ocena szkodliwości wpływów dynamicznych w budownictwie, 1973.
- Drgania drogowe i ich wpływ na budynki, 1990.
- Ocena wpływu wibracji na budowle i ludzi w budynkach (diagnostyka dynamiczna), 1993.

## Odznaczenia i wyróżnienia
- Krzyż Wielki Orderu Odrodzenia Polski nadany postanowieniem prezydenta Aleksandra Kwaśniewskiego z 31 maja 2004 (w uznaniu wybitnych zasług dla polskiego budownictwa, za osiągnięcia w pracy naukowej i dydaktycznej)[10]
- Krzyż Komandorski z Gwiazdą Orderu Odrodzenia Polski nadany postanowieniem prezydenta Lecha Wałęsy z 23 marca 1993 (za wybitne zasługi w działalności publicznej oraz osiągnięcia w pracy naukowej)[11]
- Krzyże Komandorski i Oficerski Orderu Odrodzenia Polski[12]
- Złoty Krzyż Zasługi (1954)[13]
- Medal 10-lecia Polski Ludowej (1955)[14]
- Krzyż Walecznych
- Tytuł doktora honoris causa Politechniki Krakowskiej[15]
- Medal Kalos Kagathos (1987)[16]
- Medal im. prof. Stefana Kaufmana (1996)[7]

## Upamiętnienie
Został patronem wręczanego przez Polski Związek Inżynierów i Techników Budownictwa Medalu im. prof. Romana Ciesielskiego. Jego imieniem w 2022 nazwano ulicę na terenie krakowskiej dzielnicy XIV Czyżyny.